# 迈格杰什科瓦奇
迈格杰什科瓦奇，是匈牙利沃什州所辖的一个村，总面积24.64平方公里，总人口711，人口密度28.9人/平方公里（2010年1月1日）。